# Denise René
Denise René (født Denise Bleibtreu; juni 1913 – 9. juli 2012) var en parisisk gallerist.
Umiddelbart efter 2. verdenskrig grundlagde Denise René sit nye galerie. Hendes mål var at skabe en dialog mellem allerede etablerede store abstrakte kunstnere på den ene side og en ny generation af avantgardekunst på den anden. Hun kuraterede udstillinger med kunstnere som Max Ernst, Piet Mondrian, Alexander Calder, Marcel Duchamp og Hans Arp. Disse stillede hun overfor unge kunstnere som Gun Gordillo, Jean Dubuffet, Robert Jacobsen, Richard Mortensen, Victor Vasarely, Jean Tinguely, eller Yaacov Agam. En anden dansker, som Denise René har præsenteret er Freddy Fraek.
I 1955 organiserede Denise René en udstilling, som hun placerede i midten af den daværende avantgarde. Med „Le Mouvement“ viste hun for første gang en i kunstkredse globalt anerkendt gruppeudstilling med kunstnere, som beskæftigede sig med den nye kinetiske kunst. Et andet punkt som Denise René lagde vægt på i sin galerievirksomhed var kunstnere fra Østeuropa, som kun sjældent var repræsenteret i Paris, hvor de forblev ukendte. Ungareren Lajos Kassak, Polakken Henryk Stazewski eller russeren Kazimir Malevitj havde som mange andre kunstnere fra Østeuropa Denise René at takke for deres internationale karriere. Ligeledes var der plads til unge latinamerikanske kunstnere som venezuelaneren Jesús-Rafael Soto. 
I 2001 blev Denise René selv æret med en stor udstilling med titlen „Denise René – une galerie dans l’aventure de l’art abstrait 1945–1978“ i Museé national d’art moderne i Centre Pompidou.